# Nioro du Rip

Nioro du Rip (eller bara Nioro) är en stad i västra Senegal. Den ligger i regionen Kaolack, 27 kilometer från gränsen mot Gambia, och hade 20 784 invånare vid folkräkningen 2013.
Staden är huvudort i departementet Nioro du Rip. 